# Jean-Paul Rostagni
Jean-Paul Rostagni (ur. 14 stycznia 1948 w Drap) – francuski piłkarz, występujący na pozycji obrońcy.
W latach 1969–1973 rozegrał 25 meczów w reprezentacji Francji.